# Mitthyridium obtusifolium
Mitthyridium obtusifolium là một loài rêu trong họ Calymperaceae. Loài này được Lindb. H. Rob. mô tả khoa học đầu tiên năm 1975.